# Ферми, Энрико
Энри́ко Фе́рми (итал. Enrico Fermi; 29 сентября 1901, Рим, королевство Италия — 28 ноября 1954, Чикаго, США) — итальянский и американский физик-теоретик, лауреат Нобелевской премии по физике (1938). Наиболее известный благодаря созданию первого в мире ядерного реактора, внёсший большой вклад в развитие ядерной физики, физики элементарных частиц, квантовой и статистической механики. Считается одним из «отцов атомной бомбы» наряду с Робертом Оппенгеймером.
За свою жизнь он получил несколько патентов, связанных с использованием атомной энергии. Ферми был также одним из немногих физиков, преуспевших как в теоретической физике, так и в экспериментальной. Он создал теории бета-распада, замедления нейтронов. В 1939 году ввёл вместе с А. Эйнштейном понятие цепной реакции и позже принял участие в Манхэттенском атомном проекте в 1942 году.
Член Национальной академии деи Линчеи (1935), Национальной академии наук США (1945), иностранный член-корреспондент Академии наук СССР (1929), иностранный почётный член Румынской академии, иностранный член Лондонского королевского общества (1950).
В его честь названы распределение Ферми — Дирака, модель Томаса — Ферми, парадокс Ферми, химический элемент фермий и др.

## Биография

### Молодые годы

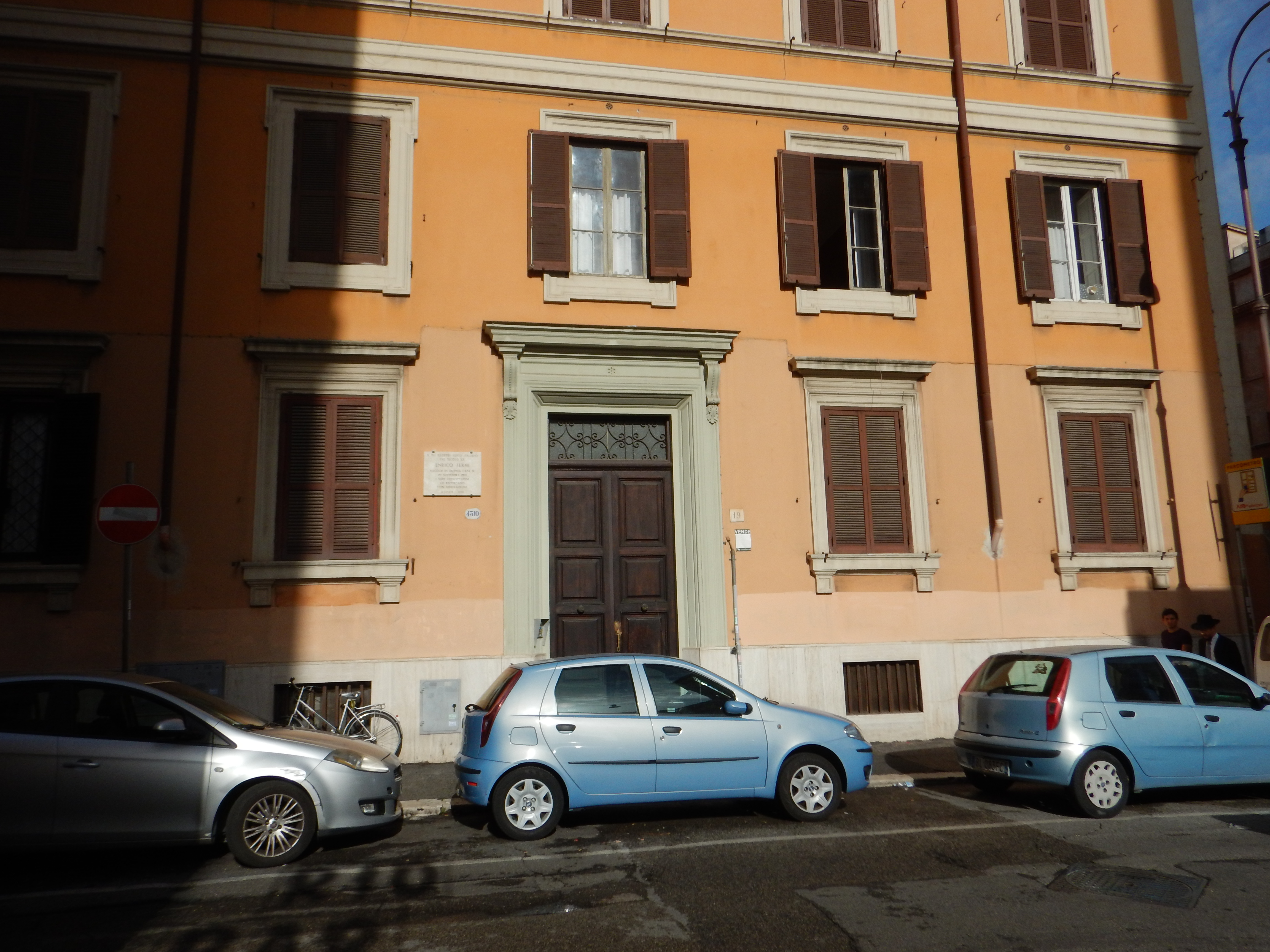
Дом детства Ферми в Риме

Родился в 1901 году в Риме в итальянской семье. Отец — железнодорожный служащий Альберто Ферми, потомок крестьян из Пьяченцы, мать — учительница Ида де Гаттис, из семьи военных из Бари. Кроме Энрико, в семье были старшая сестра и старший брат Джулио, с которым Энрико был очень дружен. Мальчики вместе мастерили электромоторы и проводили разные физические опыты. В 1915 году Джулио умер в ходе операции по удалению абсцесса в гортани, после чего характер Энрико стал более замкнутым. Всё своё свободное время мальчик посвящал чтению книг по физике и математике. Первой книгой по физике, прочитанной Энрико, был найденный им на базаре на площади Кампо деи Фиори 900-страничный латинский учебник Андреа Караффо «Elementorum physicae mathematicae (1840)». В нём рассматривались основы как математики, так и астрономии, классической механики, оптики и акустики. Адольфо Амидеи, коллега Альберто Ферми, заметил глубокий интерес молодого Ферми к науке стал помогать ему в выборе литературы для обучения. Вместе со своим другом Энрико Персико Ферми проводил разнообразные физические опыты, в частности, пытался определить точную плотность питьевой воды.

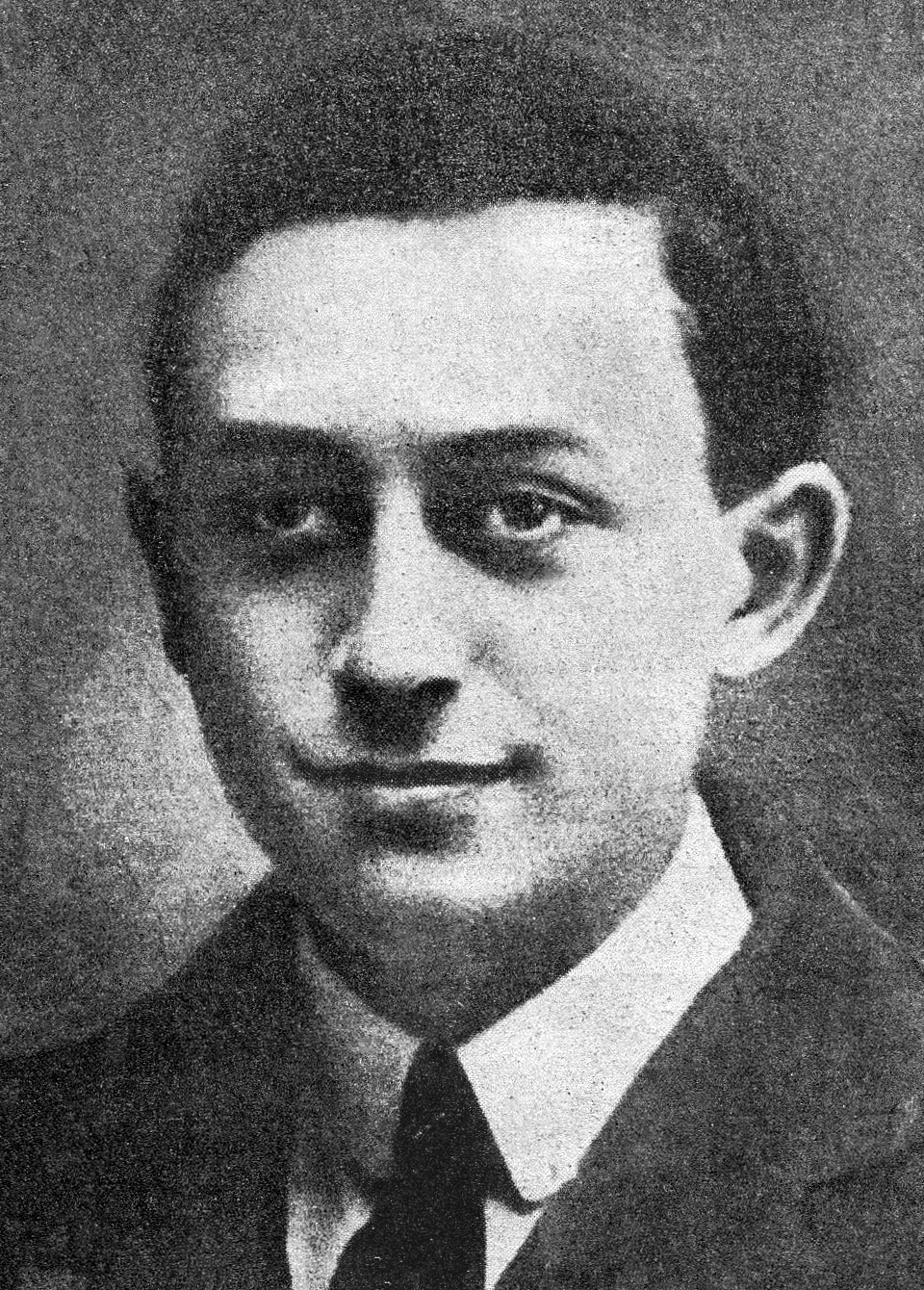
Энрико Ферми в студенческие годы в Пизе

В ноябре 1918 года Ферми поступил в Высшую нормальную школу в Пизе. Через четыре года, в 1922 году, он успешно её закончил и получил степень в Пизанском университете за свои эксперименты с рентгеновскими лучами. Кроме экспериментальной работы, Ферми публикует большое количество работ по общей теории относительности. Ввиду отсутствия штатных мест для физика в учебных заведениях Италии, Ферми отправляется на стажировку к Максу Борну в Гёттингенский университет. По возвращении в Италию Ферми принимает участие в конкурсах на должность профессора физики в Пизанском и Флорентийском университетах, в последнем из которых выигрывает. До начала работы во Флоренции Ферми принимает приглашение Пауля Эренфеста, переданное ему Георгом Уленбеком, стажироваться в Лейденском университете. Способности Ферми были высоко оценены Эренфестом. Это стало поворотным моментом в карьере Ферми и заставило его поверить в свои силы. В 1925 году он стал преподавать в Флорентийском и Римском университетах. А в декабре 1925 года он независимо от Поля Дирака разработал статистику частиц с полуцелым спином, подчиняющихся принципу Паули, которые позднее назвали фермионами.

### В Римском университете

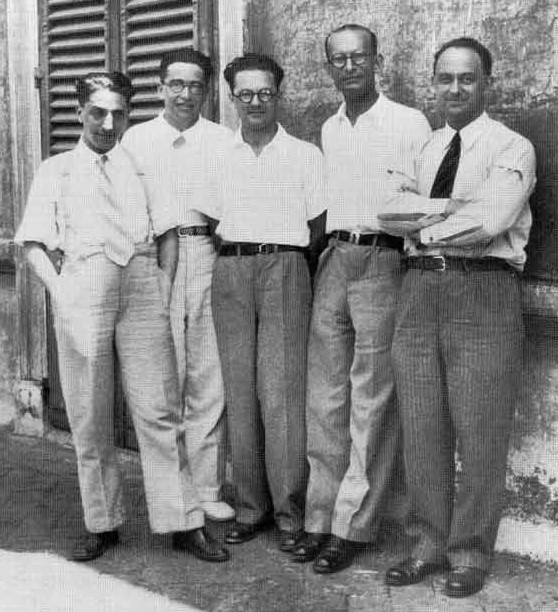
Ферми и его исследовательская группа («Ребята с улицы Панисперна») во дворе Физического института Римского университета на Виа Панисперна, примерно 1934 год. Слева направо: Д’Агостино, Оскар, Эмилио Сегре, Эдоардо Амальди, Разетти, Франко Дино и Ферми

В 1926 году Ферми был назначен на должность профессора Римского университета. В его жизни начался очень плодотворный период. В 1928 году он развил предложенный Л. Томасом метод определения основных состояний многоэлектронных атомов (теория Томаса — Ферми). Также в 1929—1930 годах Ферми внёс принципиальный вклад в становление квантовой электродинамики, разработав канонические правила квантования электромагнитного поля, которые отличались от подхода Гейзенберга — Паули.
19 июля 1928 года Ферми женился на студентке университета Лауре Капон, которая происходила из известной еврейской семьи. У них было двое детей: Нелла (январь 1931 года) и Джулио (февраль 1936 года).
18 марта 1929 года 27-летнего Ферми избрали членом Королевской академии Италии, организованной Муссолини. Академия требовала, чтобы все её члены клялись в верности фашизму и Италии. 27 апреля 1929 года Ферми, как и многие итальянские учёные того времени, вступил в фашистскую партию. Позже он выступил против фашизма, когда Муссолини в 1938 году обнародовал расовые законы, чтобы идеологически приблизить итальянский фашизм к германскому национал-социализму. Эти законы угрожали Лауре, которая была еврейкой, и вынудили многих из научных сотрудников Ферми остаться без работы.
В 1931 году был избран член-корреспондентом Академии наук СССР.
В 1931 году объяснил явление резонанса, возникающего в колебательном спектре, если двум колебательным состояниям в гармоническом приближении соответствуют одинаковые или почти одинаковые энергии. После 1932 года концентрируется на проблемах ядерной физики. В 1934 году создал первую количественную теорию бета-распада, известную также как четырёхфермионная теория слабого взаимодействия. Суть её заключается в том, что при бета-распаде в одной точке взаимодействуют четыре фермиона (протон, нейтрон, электрон и нейтрино). Четырёхфермионная теория стала прототипом современной теории слабых взаимодействий элементарных частиц, хотя само предположение о непосредственном взаимодействии четырёх частиц оказалось ошибочным. Ввиду значимости вклада Ферми в теоретические исследования слабого взаимодействия и бета-распада, ряд понятий в этой области физики носит его имя; так, константа, определяющая интенсивность слабого взаимодействия в современной Стандартной модели физики элементарных частиц, называется константой Ферми (GF); существует функция Ферми (не путать с функцией Ферми — Дирака), описывающая влияние заряда ядра на движение возникающего при бета-распаде электрона; известны правила отбора Ферми (соотношения между спином и чётностью начального и конечного состояния ядер), выполняющиеся для бета-распадов, известных как разрешённые фермиевские переходы. Кроме того, применяющаяся в ядерной физике единица длины носит название ферми (10−13 см).
В 1934 году выполнил первые крупные экспериментальные работы в области ядерной физики, связанные с облучением элементов нейтронами. Сразу же после открытия Ф. Жолио-Кюри искусственной радиоактивности Ферми пришёл к выводу, что нейтроны, поскольку они не имеют заряда и не будут отталкиваться ядрами, должны быть наиболее эффективным орудием для получения радиоактивных элементов, в том числе трансурановых. Это оригинальное решение оказалось очень плодотворным — было получено более 60 новых радиоактивных изотопов и открыто замедление нейтронов, в 1936 году было открыто селективное поглощение нейтронов.
Ферми всегда строго следовал распорядку дня: просыпался в половине шестого утра и два часа перед завтраком работал дома, затем завтракал и уходил в университет. Обедал в час дня и в три часа после отдыха возобновлял работу. Ужинал в восемь часов и ложился спать в половине десятого вечера.

### Нобелевская премия и эмиграция
В 1938 году стал лауреатом Нобелевской премии по физике «за доказательство существования новых радиоактивных элементов, полученных при облучении нейтронами, и связанное с этим открытие ядерных реакций, вызываемых медленными нейтронами».
Работа группы Ферми получила очень высокую оценку в научном мире, она также явилась началом нейтронной физики. Эффект Ферми (явление замедления нейтронов веществами, состоящими из лёгких атомов) оказался востребован в атомной технике. За серию работ по получению радиоактивных элементов путём бомбардировки нейтронами и за открытие ядерных реакций под действием медленных нейтронов в 1938 году Энрико Ферми была присуждена Нобелевская премия по физике. Выехав в 1939 году для её получения в Стокгольм вместе с семьёй, Ферми не вернулся в Италию, так как в то время итальянскими властями были приняты законы, существенно ужесточившие положение евреев. Он переезжает в США, где пять университетов предложили ему место профессора физики. Ферми выбрал Колумбийский университет в Нью-Йорке, где и работал с 1939 по 1942 год.
В 1939 году разработал теорию потерь энергии заряженными частицами на ионизацию вещества с учётом его поляризации.

### Работа над атомными проектами
В январе 1939 года высказал мысль, что при делении ядра урана следует ожидать испускания быстрых нейтронов и что, если число вылетевших нейтронов будет больше, чем число поглощенных, то тогда путь к цепной реакции будет открыт (до Ферми это теоретически предсказал, но не смог получить Лео Силард). Проведённый эксперимент подтвердил наличие быстрых нейтронов, хотя их число на один акт деления осталось недостаточно определённым.

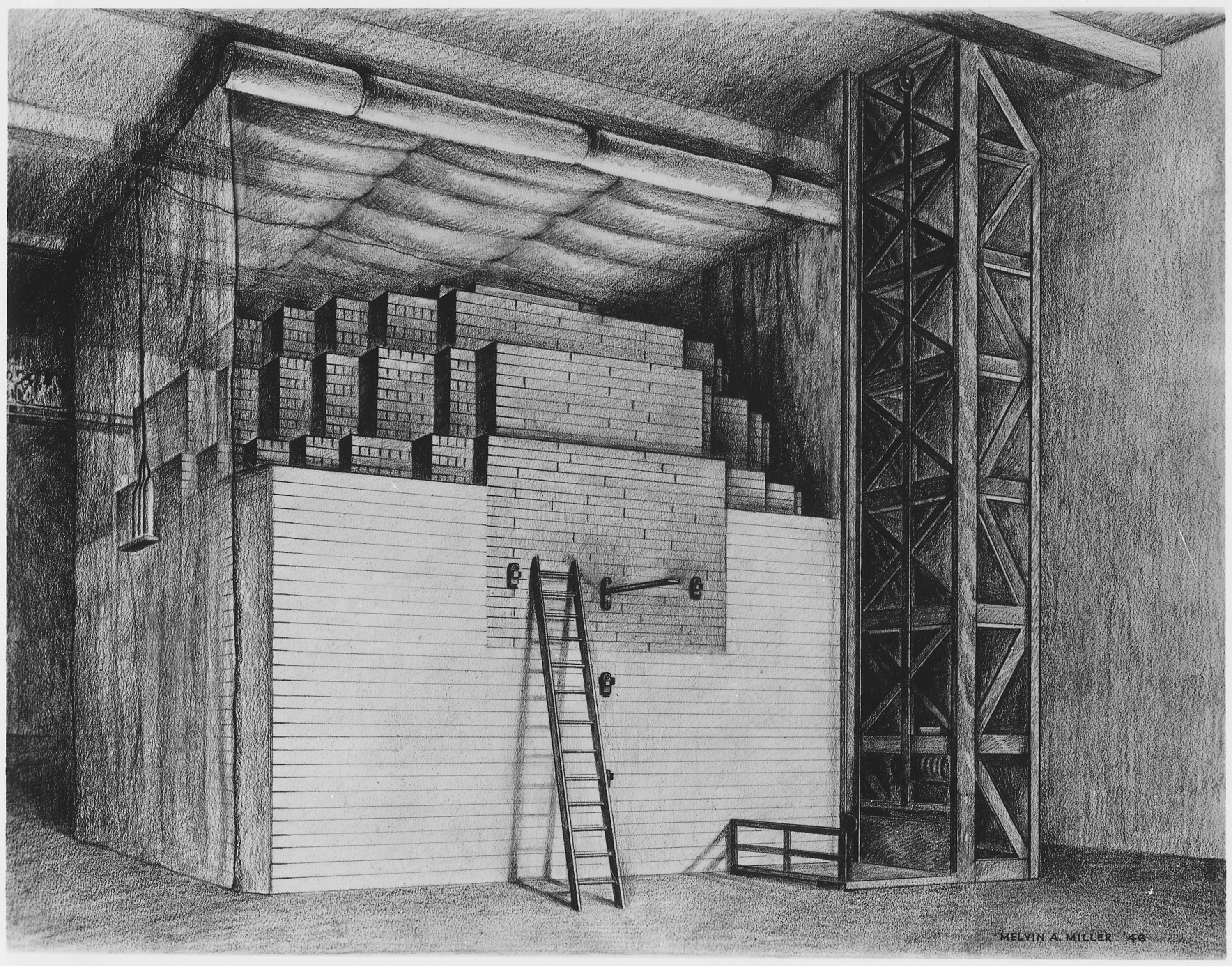
Иллюстрация «Чикагской поленницы-1», первого ядерного реактора, в котором была достигнута самоподдерживающаяся цепная реакция. Разработанный Ферми, он состоял из урана и оксида урана в кубической решётке, встроенной в графит.

В то же время Ферми начал работать над теорией цепной реакции в уран-графитовой системе. К весне 1941 года эта теория разрабатывалась, а уже летом началась серия экспериментов, главной задачей которых являлось измерение нейтронного потока. Совместно с Г. Андерсоном было поставлено около тридцати опытов, и в июне 1942 года был получен коэффициент размножения нейтронов больше единицы. Это означало возможность получения цепной реакции в достаточно большой решетке из урана и графита и послужило началом разработки конструкции реактора. Ферми сделал поправку к полученному значению коэффициента размножения и учел это в размерах планируемого котла, разработал метод определения критических размеров системы. Кроме того, боясь, что атмосферный азот будет хорошо поглощать нейтроны, Ферми настоял на том, чтобы все огромное устройство реактора было помещено в гигантскую палатку из материи для оболочек аэростатов. Таким образом появилась возможность поддерживать соответствующий состав атмосферы, окружающей реактор. Постройка реактора началась в Металлургической лаборатории Чикагского университета в октябре, а закончилась 2 декабря 1942 года. В самодельной лаборатории под стадионом Stagg Field Stadium на этом реакторе был проведен эксперимент, продемонстрировавший первую самоподдерживающуюся цепную реакцию. Работы металлургической лаборатории были инициированы правительством США, которое собиралось использовать результаты в военных целях. Поиском материалов для металлургической лаборатории занимался Артур Комптон, он же пригласил Ферми в проект, отправившись для этого в Колумбийский университет. Последующие два года Ферми продолжал эксперименты с реактором, а также занимался разработкой нового реактора для Аргоннской национальной лаборатории, расположенной в окрестностях Чикаго.

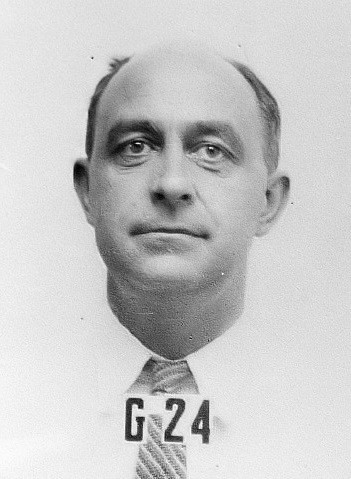
Фотография с пропуска в лабораторию в Лос Аламосе

В 1944 году Ферми со своей женой Лаурой принял американское гражданство. Некоторое время он работал над разработкой плутония с компанией DuPont, а в августе 1944 года стал работать в Лос-Аламосской Национальной лаборатории в Нью-Мексико. Ферми был одним из руководителей Манхеттенского проекта. Ферми наблюдал за многими экспериментами проекта, в частности первым испытанием бомбы в Аламогордо. Он был одним из научных консультантов президента Трумана по вопросам использования бомбы в военных целях.

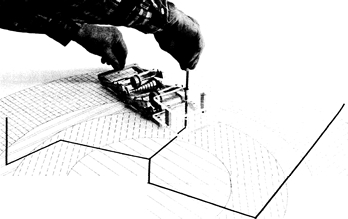
Использование FERMIAC

В 1946 году возвратился в Чикаго и занял должность профессора в Институте ядерных исследований, который сейчас носит имя Ферми, где продолжил свои исследования в области ядерной физики и физики элементарных частиц. Для помощи в исследованиях перемещения нейтронов разработал FERMIAC — специализированный аналоговый компьютер, названный в честь Ферми по аналогии с компьютером ENIAC.
С 1950 года стал одним из первых членов Комитета советников при Комиссии по атомной энергии.

### Последние годы
Был очень одержим и увлечён наукой. В возрасте 50 лет, имея огромнейший запас знаний в области ядерной энергетики, изменил направление своей научной деятельности и начал заниматься физикой частиц высоких энергий и астрофизикой. И здесь совершил множество открытий: создал теорию происхождения космических лучей и раскрыл механизм ускорения частиц в них (1949), разработал статистическую теорию множественного рождения мезонов (1950), открыл изотопический квадруплет, ставший первым адронным резонансом (1952), изучал взаимодействие протонов с пи-мезонами.
Главной из особенностей физических идей Ферми является их долголетие. Ряд последних работ этого учёного был оценён лишь после его смерти. Одной из них является его совместная работа с Ч. Янгом по составным моделям элементарных частиц, в которой в качестве основных частиц рассматривались нуклоны и антинуклоны (она также известна как модель Ферми — Янга). Когда она появилась, то даже многие физики-теоретики были удивлены её «бессодержательностью». Но вскоре на основе работы Ферми — Янга появились новые модельные схемы, сыгравшие большую роль в развитии физики элементарных частиц. Одной из последних таких моделей является модель кварков.
Также Ферми, по словам Э. Сегре, собирался написать книгу, посвящённую тем трудным вопросам физики, кажущимися элементарными, он начал даже их собирать. Но у него не осталось на это времени. В 1946 году Ферми сказал, что сделал лишь одну треть всей своей работы. Две трети он так усердно пытался сделать, что уплотнял свой рабочий день до предела. По словам Понтекорво, «одна треть», которую успел сделать Ферми из намеченного им плана, достойна 6 — 8 Нобелевских премий, которые навсегда сохранят в науке имя этого исключительно одарённого учёного.
Лето 1954 года Ферми провёл в Европе, находясь на последней стадии рака желудка. Он побывал с лекциями во Франции, Германии и Италии, встретился со старыми друзьями. По возвращении в Чикаго Ферми два месяца посещал различные медицинские процедуры.
Он умер во сне 28 ноября 1954 года в возрасте 53 лет и был похоронен на кладбище Oak Woods в Чикаго.

## Ученики
Ферми является создателем крупной научной школы. Среди его учеников времен работы в Римском университете (конец 1920-х — 1930-е годы) — Э. Амальди, Ф. Разетти, Э. Сегре, Б. Понтекорво, Дж. Бернардини, Дж. Вик, Э. Майорана, Б. Росси, Дж. Рака, Дж. Оккиалини и др. В 1940-е — 1950-е годы в Чикаго учениками Ферми являлись Г. Андерсон, М. Гелл-Манн, М. Гольдбергер, Ц. Ли, Ч. Ян, Дж. Чу, О. Чемберлен, М. Розенблют, Дж. Штейнбергер и др.

## Память

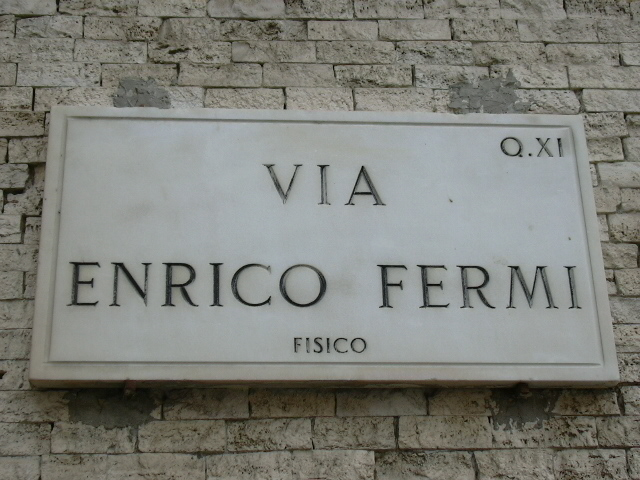
Рим. Улица Энрико Ферми.

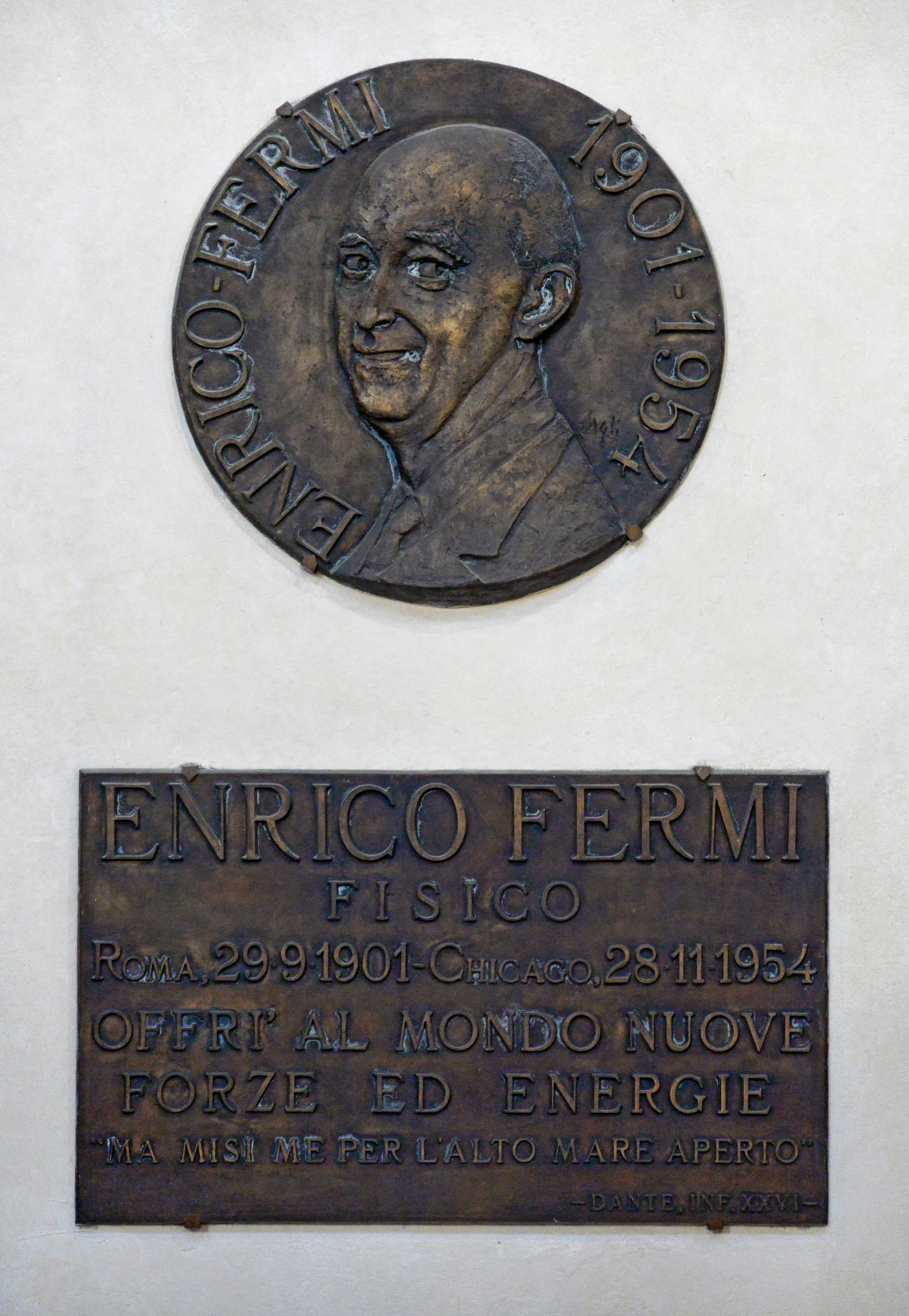
Мемориальная доска в базилике Санта Кроче, Флоренция. Италия

Незадолго до смерти Ферми Комиссия по атомной энергии учредила специальную премию для учёного. В 1956 году эта премия стала носить имя Премия Энрико Ферми и вручаться регулярно. Премией награждаются учёные, внёсшие выдающийся вклад в области исследования, использования и производства энергии.
В его честь назван 100-й химический элемент — фермий.
Его имя носят Чикагский институт ядерных исследований, Национальная ускорительная лаборатория (Фермилаб) и космический телескоп.
Имя Энрико Ферми носят улицы во многих итальянских городах.
На сайте Аргоннской национальной лаборатории он назван «последним универсальным учёным» (англ. last universal scientist).
В 1970 г. Международный астрономический союз присвоил имя Энрико Ферми кратеру на обратной стороне Луны.

## Публикации

### Книги
- Ферми Э. Молекулы и кристаллы. — М.: ИЛ, 1946.
- Ферми Э. Элементарные частицы. — М.: ИЛ, 1953.
- Ферми Э. Лекции о пи-мезонах и нуклонах. — М.: ИЛ, 1956.
- Ферми Э. Квантовая механика. — 2-е изд. — М.: Мир, 1968.
- Ферми Э. Научные труды. — В 2-х т. — М.: Наука, 1971—1972.
- Ферми Э. Термодинамика. — 2-е изд. — Харьков: Изд-во Харьк. ун-та, 1973.
- Ферми Э. Лекции по квантовой механике. — М., 2000.
- Ферми Э. Лекции по атомной физике. — М., 2001.

### Статьи
- Э. Ферми. О возможном нахождении элемента с атомным номером выше 92 = Possible Production of Elements of Atomic Number Higher than 92 // УФН. — 1934. — Т. 14, № 7. — С. 829—832.
- Ферми Э., Амальди Э., д’Агостино О., Разетти Ф., Сегрэ Э. Искусственная радиоактивность, создаваемая нейтронной бомбардировкой // Успехи физических наук. — Российская академия наук, 1934. — Вып. 8.
- Амальди Э., д’Агостино О., Ферми Э., Понтекорво Б., Разетти Ф., Сегрэ Э. Искусственная радиоактивность, создаваемая нейтронной бомбардировкой — II // Успехи физических наук. — Российская академия наук, 1935. — Вып. 7.
- Э. Ферми. Элементарная теория котлов с цепными ядерными реакциями = Elementary Theory of the Chain-reacting Pile // УФН. — 1947. — Т. 32, № 1. — С. 54—65.
- Ферми Э. Ядерные процессы при больших энергиях // Успехи физических наук. — Российская академия наук, 1952. — Т. 46, № 1.